# Anarcho-Syndikalistische Jugend

Als Logo wurde häufig nur der Kopf der Schwarzen Katze verwendet.

Die Anarcho-Syndikalistische Jugend (auch Anarchistisch-Syndikalistische Jugend, ASJ) sind lose Zusammenschlüsse von mehreren  anarchosyndikalistischen Jugendgruppen in Deutschland.

## Vorläufer
Von 1921 bis 1933 hatte die Syndikalistisch-Anarchistische Jugend Deutschlands (SAJD) zu Höchstzeiten etwa 3000 Mitglieder in 120 Ortsgruppen. „Vor allem die 1921 begründete ‚Syndikalistisch-Anarchistische Jugend Deutschlands‘ (SAJD), die, wenn auch eigenständig, als Jugendverband der FAUD galt, […] engagierte sich frühzeitig gegen den zur Macht strebenden Nationalsozialismus.“
Mitglied und einer der Theoretiker der SAJD war der Anarchosyndikalist Helmut Rüdiger. Von 1923 bis 1931 erschien die u. a. von Georg Hepp redigierte Zeitschrift Junge Anarchisten, Organ der syndikalistisch-anarchistischen Jugend Deutschlands. Eine Zeitschrift der FAUD-Jugend in einer Auflage von 5000 Exemplaren.
Zu Beginn der Zeit des Nationalsozialismus organisierten sich die anarchistischen und syndikalistischen Jugendlichen teilweise in den Schwarzen Scharen oder im Untergrund, im Rheinland auch mit den Edelweißpiraten.

## Nachkriegszeit
Nach 1945 gab es wiederum verschiedene Gruppen, die erste anarchistische Jugendgruppe entstand in Dortmund. 1949 gab es mit der Föderation Freiheitlicher Jung-Sozialisten und 1979 mit Libertäre, Anarchistische Jugend kurzlebige Organisationsansätze.

### Stuttgart
Von 1990 bis 1993 bestand im Großraum Stuttgart die „Anarcho-Syndikalistische Jugend“ (ASJ). Die ASJ war eine unabhängige anarchistisch-syndikalistische Jugendgruppe, stand der Stuttgarter Freien Arbeiterinnen und Arbeiter Union (FAU) jedoch nahe.
Die ASJ wurde als „Syndikalistisch-Anarchistische Jugend“ am 28. Februar 1990 in Schorndorf gegründet. Nachdem sich auch in Stuttgart am 7. Mai 1990 eine solche Jugendgruppe gegründet hatte, wurde der Name in „Anarcho-Syndikalistische Jugend“ geändert. Lokale ASJ-Gruppen bestanden in Bietigheim-Bissingen, Ludwigsburg, Schorndorf und Stuttgart. Bei der Gründung bestand die Gruppe aus zehn Personen und wuchs schnell auf 40 fest dazugehörende an.
Ein Schwerpunkt der Stuttgarter Gruppe war militanter Antifaschismus. Darüber hinaus beteiligte sie sich unter anderem an Wahlboykottkampagnen, der Vorbereitung und Durchführung von Demonstrationen zum Ersten Mai mit einem eigenständigen „anarchistischen Block“, Aktivitäten gegen den Golfkrieg und die Deutsche Wiedervereinigung sowie der Besetzung eines Hauses in der Schwabstrasse. Neben der Auseinandersetzung mit anarchistischer Theorie und Geschichte war die ASJ praktisch orientiert. Insbesondere der Antifaschismus war ein Schwerpunkt der Arbeit der Gruppe. So beteiligten sich ASJ-Mitglieder an militanten Auseinandersetzungen mit Neonazis, ebenso wie an der Ausforschung regionaler Neonazi-Strukturen.
1991 und 1992 beteiligten sich ASJ-Aktive an der Organisierung eigenständiger anarchistischer Blocks auf den „Revolutionären Ersten-Mai-Demonstrationen“ in Stuttgart. Im Jahr 1991 nahmen daran 150 Menschen teil, 1992 350 Menschen. ASJ-Aktive beteiligten sich 1991 an einem wilden Streik bei Bauknecht in Schorndorf und durchgehend am „Stuttgarter Schülerrat“. Die ASJ publizierte Flugblätter zu verschiedenen Themen und war durch das massenhafte Verbreiten von Aufklebern in Stuttgart und der Region auch im öffentlichen Raum präsent.
Martin Veith über die Bedeutung der Gruppe: „Es ist unzweifelhaft, dass durch die ASJ der kämpferische, offensive Anarchismus den Weg zurück auf Stuttgarts Straßen gefunden hatte. Die Gruppe zeichnete Leidenschaft und Optimismus aus. Und wir wussten, was wir wollten – die soziale Revolution – und durch sie eine anarchistische Gesellschaft. Die Gruppe zeichnete Ernsthaftigkeit und Verbindlichkeit aus. Wir waren keine Spaß-Gruppe. Das merkten sowohl unsere Feinde und Gegner, als auch diejenigen, die den Anarchismus als ‚Spiel‘ und ‚Ersatz-Familie‘ betrachteten…. Die ASJ verband die individuelle persönliche Entwicklung mit dem kollektiven Kampf. Antrieb war der Wille zur Veränderung, die bei jedem selbst beginnt, aber die gemeinsame Aktion benötigt, um sich schließlich durchsetzen zu können“.
Aufgrund inhaltlicher und persönlicher Konflikte löste sich die Gruppe 1993 auf.

## 21. Jahrhundert
Im März 2009 hatte sich in Düsseldorf eine ASJ-Gruppe gegründet, ebenso eine in Duisburg und Bonn. Ausgangspunkt der Gründung war die Diskussion jugendlicher FAU-Mitglieder über die Gründung einer Jugendorganisation, die sich von den Jugendverbänden der Parteien klar abgrenzt. In Berlin und im nördlichen Ruhrgebiet entstanden im Jahresverlauf weitere ASJ-Gruppen.
Während die ASJ Düsseldorf, wie auch Münster und Duisburg, ihre Arbeit 2010 eingestellt haben, existierten 2011 unter anderem auch in Göttingen, Leipzig, Mainz und Darmstadt ASJ-Gruppen.
Die einzelnen Gruppen waren lose miteinander vernetzt und agierten dementsprechend unabhängig voneinander. Sie vertraten einen zum Teil militanten Antifaschismus. Die ASJ NRW war 2009 der erste gemeinsame Versuch, sich einen föderaleren Charakter zu geben. Ein gemeinsamer öffentlicher Auftritt zusammen mit der FAU und Antifa-Gruppen fand bei einer Demonstration am 4. September 2009 statt, die von ASJ-Gruppen aus NRW mitorganisiert wurde. In der Zeit vom 29. Mai 2010 bis 6. Juni 2010 war die ASJ Bonn Mitorganisator des Klimacamps 2010 im Rahmen der Proteste gegen die Klimazwischenkonferenz in Bonn. Auf Initiative der ASJ Berlin unterstützten ASJ-Gruppen auch den Arbeitskampf der FAU Berlin im Kino Babylon. Von Anfang 2011 bis Anfang 2014 gab die ASJ Berlin die Jugendzeitschrift „Schwarzes Kleeblatt“ im zunächst zweimonatlichen, später unregelmäßigen Rhythmus heraus. Im Mai 2011 gründete sich die Regionalföderation Ost aus den Gruppen in Leipzig und Berlin. Im Sommer 2017 existierten laut FAU noch ASJ-Gruppen in Berlin, Bonn, Göttingen und Leipzig. Bis Ende 2019 kam die Aktivität einiger dieser Gruppen zum Erliegen. Die letzten Einträge der Gruppe Leipzig datieren auf November 2019.
Im August 2020 gründete sich in Wien selbstständig eine ASJ-Gruppe mit dem Ziel Schülern, Lehrlingen, Studierenden und Menschen in Ausbildung sowie arbeitslosen jungen Menschen eine Struktur abseits parteienabhängiger Jugendorganisationen zum Austausch von Ideen bieten. Im Laufe des Jahres gründeten sich auch noch ASJ-Gruppen in Salzburg, Linz und Wiener Neustadt.